# Asfaltomylos
Asfaltomylos ist eine Gattung fossiler Säugetiere aus dem späten Mitteljura von Südamerika. Es ist von einem fast vollständigen Unterkiefer (Mandibula) mit Zähnen bekannt und war das erste Säugetier aus dem Jura Südamerikas, das anhand von Fossilresten beschrieben wurde. Der winzige Kiefer wurde Ende 2000 in Patagonien von dem argentinischen Präparator Pablo Puerta in der Cañadón-Asfalto-Formation in der argentinischen Provinz Chubut gefunden und 2002 von einem deutsch-argentinischen Forscherteam um Oliver Rauhut als neue Gattung und Art, Asfaltomylos patagonicus, beschrieben.
Die hinteren Backenzähne (Molaren) von Asfaltomylos haben bereits eine modernere, tribosphenische Struktur mit hochkomplexen Schneidekanten und Reibeflächen auf einem Talonid (Zahnbecken), das von drei Höckern gebildet wird. Eine solche Struktur erinnert an die modernen Säugetiere (Theria, oder allgemeiner Tribosphenida). Säugetiere mit solchen komplexen Molaren, die als die Vorfahren der modernen Säugetiere gelten, waren bis zu den Funden von Ambondro und Asfaltomylos frühestens aus der oberen Unterkreide der nördlichen Halbkugel (Laurasia) bekannt. Der Fund von Ambondro im Mittleren Jura Madagaskars im Jahr 1999 war somit eine Überraschung, die zu der Theorie führte, dass die modernen Säugetiere sehr viel früher als bisher angenommen und in Gondwana (also auf der Südhalbkugel) entstanden. Asfaltomylos zeigte jedoch, dass die komplexen Backenzähne mit einem primitiven Unterkiefer kombiniert sind, ein Hinweis auf eine konvergente Entwicklung dieser Zähne. Die Auffassung, dass tribosphenische Zähne also zwei Mal in der Stammesgeschichte der Säugetiere entstanden, wurde auch durch die detaillierte Untersuchung des Fundes bestätigt, die darauf hinweist, dass der Kaumechanismus sich deutlich von dem der modernen Säuger unterscheidet.
Somit unterstützt Asfaltomylos die Theorie, nach der die heutigen Kloakentiere (Monotremata, eierlegenden Säugetiere) und die Theria sich schon sehr früh in der Evolution der Säugetiere voneinander trennten und im Laufe ihrer Entwicklung unabhängig voneinander Backenzähne entwickelt haben, die erst kurz vor dem Fund von einem amerikanisch-polnischen Forscherteam um Zhexi Luo aufgestellt worden war (siehe Australosphenida).